# Campionati mondiali di nuoto in vasca corta 2022 - 200 metri farfalla maschili
La gara dei 200 metri farfalla maschili dei campionati mondiali di nuoto in vasca corta 2022 si è svolta il 15 dicembre 2022. Al mattino si sono svolte le batterie, mentre la finale si è disputata nella serata.

## Podio
| Pos.    | Atleta       | Nazione   |
| ------- | ------------ | --------- |
| Oro     | Chad le Clos | Sudafrica |
| Argento | Daiya Seto   | Giappone  |
| Bronzo  | Noè Ponti    | Svizzera  |

## Record
Prima della manifestazione il record del mondo (RM) e il record dei campionati (RC) erano i seguenti.
|  | 1'46"85 | Tomoru Honda | 22 ottobre 2022 Tokyo     |
|  | 1'48"24 | Daiya Seto   | 11 dicembre 2018 Hangzhou |

Durante la competizione non sono stati migliorati record.

## Risultati

### Batterie
| Pos. | Batteria | Corsia | Atleta               | Nazionalità                   | Tempo       | Note |
| ---- | -------- | ------ | -------------------- | ----------------------------- | ----------- | ---- |
| 1    | 3        | 5      | Trenton Julian       | Stati Uniti                   | 1'49"93     | Q    |
| 2    | 4        | 5      | Chad le Clos         | Sudafrica                     | 1'49"98     | Q    |
| 3    | 3        | 4      | Daiya Seto           | Giappone                      | 1'49"99     | Q    |
| 4    | 4        | 3      | Teppei Morimoto      | Giappone                      | 1'50"26     | Q    |
| 5    | 2        | 5      | Noè Ponti            | Svizzera                      | 1'50"69     | Q    |
| 6    | 3        | 3      | Kregor Zirk          | Estonia                       | 1'50"85     | Q    |
| 7    | 4        | 2      | Ilya Kharun          | Canada                        | 1'50"86     | Q    |
| 8    | 4        | 4      | Alberto Razzetti     | Italia                        | 1'50"89     | Q    |
| 9    | 2        | 4      | Chen Juner           | Cina                          | 1'51"24     |      |
| 10   | 2        | 3      | Wang Kuan-hung       | Taipei cinese                 | 1'51"26     |      |
| 11   | 3        | 2      | Zach Harting         | Stati Uniti                   | 1'51"86     |      |
| 12   | 4        | 6      | Andreas Vazaios      | Grecia                        | 1'52"28     |      |
| 13   | 3        | 6      | Antani Ivanov        | Bulgaria                      | 1'52"38     |      |
| 14   | 3        | 7      | Jakub Majerski       | Polonia                       | 1'52"45     |      |
| 15   | 4        | 7      | Ondřej Gemov         | Rep. Ceca                     | 1'52"92     |      |
| 16   | 2        | 6      | José Ángel Martínez  | Messico                       | 1'53"16     |      |
| 17   | 2        | 1      | Richárd Nagy         | Slovacchia                    | 1'54"92     |      |
| 18   | 2        | 7      | Adilbek Mussin       | Kazakistan                    | 1'55"61     |      |
| 19   | 4        | 1      | Yeziel Morales       | Porto Rico                    | 1'56"23     |      |
| 20   | 3        | 1      | Navaphat Wongcharoen | Thailandia                    | 1'56"37     |      |
| 21   | 3        | 8      | Erick Gordillo       | Guatemala                     | 1'56"93     |      |
| 22   | 4        | 8      | Carlos Vásquez       | Honduras                      | 1'58"63     |      |
| 23   | 2        | 8      | Xavier Ventura       | El Salvador                   | 2'02"63     |      |
| 24   | 1        | 3      | Isaiah Aleksenko     | Isole Marianne Settentrionali | 2'02"96     |      |
| 25   | 1        | 4      | Jake Chee-A-Tow      | Barbados                      | 2'07"92     |      |
| 26   | 1        | 6      | James Hendrix        | Guam                          | 2'08"63     |      |
| 27   | 1        | 5      | Mohamed Rihan Shiham | Maldive                       | 2'27"12     |      |
| DNS  | 2        | 2      | Xu Fang              | Cina                          | Non partito |      |

### Finale
| Pos. | Corsia | Atleta           | Nazionalità | Tempo   | Note |
| ---- | ------ | ---------------- | ----------- | ------- | ---- |
|      | 5      | Chad le Clos     | Sudafrica   | 1'48"27 |      |
|      | 3      | Daiya Seto       | Giappone    | 1'49"22 |      |
|      | 2      | Noè Ponti        | Svizzera    | 1'49"42 |      |
| 4    | 8      | Alberto Razzetti | Italia      | 1'50"12 |      |
| 5    | 7      | Kregor Zirk      | Estonia     | 1'50"51 |      |
| 6    | 6      | Teppei Morimoto  | Giappone    | 1'50"70 |      |
| 7    | 4      | Trenton Julian   | Stati Uniti | 1'50"94 |      |
| 8    | 1      | Ilya Kharun      | Canada      | 1'52"21 |      |